# Isa-begova tekija u Sarajevu
Isa-begova tekija (poznata i kao Tekija na Bentbaši), nekadašnji derviški hram u Sarajevu. Sagrađena je 1462. godine, prije pada Bosne i Hercegovine pod osmansku vlast. Bila je prva tekija u Sarajevu. Pripadala je mevlevijskom tarikatu.

## Povijest
Vakufnama Isa-bega Ishakovića, napisana 1462. godine je dokument o osnivanju njegovih zadužina (vakufa), a kojima je počelo urbano formiranje grada Sarajeva. Ovaj dokument predstavlja najstariji dokument koji se odnosi na grad Sarajevo i njegovu najbližu okolinu iz vremena osmanske uprave. Smatrajući srednjovjekovno selo Brodac, koje se nalazilo na Bentbaši, pogodnim da u njemu zasnuje novi grad, Isa-beg Ishaković, u povijesti prihvaćen kao utemeljitelj Sarajeva, izuzeo je to zemljište od ranijih vlasnika, a u zamjenu im je dao zemljište u selu Vrančić u današnjem naselju Hrasnica. Kao poklonik derviša, tu je sagradio tekiju, do nje musafirhanu, nešto niže na Baščaršiji han (Kolobara), most preko Miljacke, hamam uz Carevu džamiju, dućane te mlinove na Miljacki.
Kolika je bila važnost tekije vidljivo je po tome što je cijelo naselje koje je nastalo oko nje, od Bentbaše do Baščaršije, nazivalo Mahalom Isa-begove zavije. U Isa-begovoj vakufnami se ne govori kojem derviškom redu ova zavija pripada. To je jedan od dokaza da je ova zadužbina prvobitno nastala kao musafirhana. Na to ukazuje činjenica što se u drugoj polovini 18 stoljeća postavljalo pitanje prihoda Isa-begova vakufa za mevlevijsku tekiju, koju je sagradio izvjesni Hadži Mahmut prije 1650.godine. Ovu tekiju je opisao Evlija Čelebija 1659.godine. On kaže da je imala dvoranu za obrede, sobe za razgovore, 70-80 prostranih derviških ćelija.
Pjesnik Rešid ef. rodom iz Sarajeva u svojoj pjesmi o katastrofi Sarajeva koju je uzrokovao pohod Eugena Savojskog posvetio je mevlevijskoj tekiji na Bentbaši oko 40 stihova u kojima opisuje zgradu tekije, njen šadrvan i baštu. On u svojim stihovima spominje interijer objekta, te iznosi podatak da je unutrašnjost tekije bila ukrašena levhama ispisanom kaligrafijom. Od tog vremena ovaj objekt se spominje samo kao tekija.
Isa-begova tekija i musafirhana više puta su obnavljane. U velikom požaru 1697. godine izgorjela su oba objekta. Na njihovim temeljima podignute su nove zgrade. Mula Mustafa Bašeskija navodi da se 1762. godine obnavljala mevlevijska tekija. O obnovi tekije dosta podataka je navedeno u Sidžilu sarajevskog kadije. Između ostalih i da je tekija već dugo u ruševnom stanju i da ju je potrebno obnoviti iz sredstava Isa-begovog vakufa. U doba bosanskog valije Vedžihi-paše (1835. – 1840.) temeljito je popravljena musafirhana i tekija. Tada je uz ove zgrade sagrađena i džamija, koju je prije 1860. godine odnijela Miljacka. Godine 1878. Austro-Ugarske vlasti su privremeno zabranile rad musafirhane i tekije. Sve do 1924. godine tekija je obavljala svoju funkciju i izdržavala se iz donacija vakifa Fadil-paše Šerifovića. 
Postojanje Isa-begove tekije na Bentbaši usmjerilo je daljni urbani razvoj ovog područja. U neposrednoj blizini tekije sagrađena je kavana, poznata kao Šabanova kahva, čiji je položaj uz drveni most i izgled terase na konstrukciji od drvenih stubova pobijenih u vodi davao ovom mjestu posebnu sliku. Godine 1888. uzvodno od tekije podignuta je muslimanska čitaonica. Na ovom mjestu se nalazila i ruždija, a 20. srpnja 1902. godine na Bentbaši je otvorena Narodna banja.
Svi kasniji zahvati na ovom prostoru išli su ka tome da se izgubi njegov prvobitni izgled. Radi regulacije saobraćaja 1941. godine tadašnja vlast Nezavisne Države Hrvatske je donijela nove planove o rekonstrukciji Bentbaše, kada su napravljeni planovi za rušenje Isa-begove zavije. Nisu realizirani radi ratnih dešavanja. Isto pitanje je ponovo aktuelizirano 1950. godine, pa je odlučeno da se provede novi regulacioni plan koji je zahvatio i ovo područje. Provedba plana, tj. rušenje zavije biva konačno 23. lipnja 1953. kada je pokrenut postupak izuzimanja zemljišta i zgrade. 
Pored negodovanja građana Isa-begova tekija je srušena 1957. godine. Širi prostor tekije je također devastiran kasnijom izgradnjom novih sadržaja: benzinske postaje, hotela i parkirališta. Godine 1952. Islamska zajednica u Jugoslaviji sve tekije zatvara i sva predavanja te vrste zabranjuje. Tek se 1985. godine Islamska zajednica u Jugoslaviji izjavljuje da derviški redovi nisu izvan Islamske zajednice, pa se status tekija potvrđuje Ustavom Islamske zajednice 1990. godine. To se potvrđuje i Ustavom iz 1997. godine. 
Od tada započinje borba za ponovnu izgradnju Isa-begove tekije. Međutim, zbog postojanja benzinske postaje na njenom mjestu to nije bilo moguće. Nađeno je novo rješenje. Nova mevlevijska tekija je podignuta u sarajevskom naselju Kovači 2013. godine. Ova tekija nosi naziv Balkanski mevlevijsko-istraživački centar i izgrađena je po izgledu na Isa-begovu tekiju.

## Vanjske povezice
Isa-begova tekija